# كارين كوندازيان
كارين كوندازيان (من مواليد 27 يناير 1941) هي ممثلة ومؤلفة أمريكية. وهي حائزة على جائزة أفضل ممثلة من دائرة نقاد الدراما في لوس أنجلوس وفازت بجائزة دراما-لوج أربع مرات. كان لها دور البطولة المنتظم في شانون، بالإضافة إلى أدوار ضيفة في وايز جاي، فرايزر، إن واي بي دي بلو، وغيرها.

## حياتها الشخصية
كانت كوندازيان على علاقة بالممثل ليكس باركر منذ عام 1972 حتى وفاته في 11 مايو 1973.

## وصلات خارجية
- كارين كوندازيان في قاعدة بيانات الأفلام على الإنترنت
- الموقع الرسمي